# Acomb, North Yorkshire
Acomb är en stadsdel i York, i kommunen York, i grevskapet North Yorkshire, i England. Acomb hade 9 111 invånare år 2021. Acomb var en civil parish fram till 1937 när blev den en del av Askham Bryan. Civil parishen hade 5 580 invånare år 1931. Byn nämndes i Domedagsboken (Domesday Book) år 1086, och kallades då Ac(h)um/Acun.